# 高槻まつり
高槻まつり（たかつきまつり）は、大阪府高槻市で毎年8月に行われている高槻市民の祭典である。

## 歴史
大阪府高槻市にて、1970年（昭和45年）に初開催。神霊などを祀る儀式と関わりのない催事であり、市民フェスタとして開催される。メインの踊りでは、『高槻音頭』、『高槻ウェーブ』という曲が用いられる。
1970年から1992年までは、高槻城公園・高槻現代劇場などが会場であったが、高槻市制50周年記念事業の一環として、1993年から、現在の会場及びルートに変更された。また、過去には富田会場も存在した。
2020年及び2021年は、新型コロナウィルス感染拡大の影響により、開催中止。2022年からは一部の規模を縮小して開催されている。
2025年より、高槻城公園芸術文化劇場南館、城北通商店街、高槻センター街、高槻市立第一中学校正門前道路（メインステージ）及びグラウンドに会場が変更された（92年までの会場への事実上の帰還）なお、桃園小学校グラウンドは引き続き使用される。

## 日程
例年、8月の第1土曜日・日曜日に行われる。雨天の場合は中止となる。

## 規模
実際の広さ
現在の会場は東端を阪急みずき通り阪急高槻市駅北口前まで、西端を同通り桃園小学校北交差点手前、南端をけやき大通り国道171号に接する手前、北端を同通り高槻センター街北側入り口付近までとされる。これらは祭りの開催時間は歩行者天国の交通規制がかかり、JR高槻南ロータリーへの車両の進入規制、各通りへの進入規制も実施される。祭り期間中に自動車・バス・タクシーを利用する際はあらかじめ注意が必要となる。高槻市営バスの富田団地方面等、及び京阪バス・高槻枚方線の各路線は、駅前での乗り入れができないため、すべて国道171号線経由で迂回運行となる。
来場者数
推計ではあるが、18万人の来場が見込まれている。
支援の規模
地元の企業を中心に多数の企業が後援を行っている。本社の有無に関わらず、小さな店舗、支社、支店、FCなども参加している。人的支援も各学校、公的機関、ボーイスカウト、福祉団体も協力し祭りの安全な運営に努めている。

## 配置
高槻市役所総合庁舎前に本部テントが設置されている。メインとなる会場は特設ステージが設営される桃園小学校の校庭グラウンドであり、この時期のみ一般の入場が許可されている。他にも総合庁舎周辺敷地・市役所周辺敷地内も通行が許可される。夜店はメイン会場・総合庁舎周辺・各通り沿いに設置される。この祭りの特徴のひとつでもあるパレード開催に際し、混乱などを避けるため、集合場所が別途定められていたり、パレード中は一時的にけやき大通りの歩行者天国をロープなどで仕切って通行止めにし、そこをパレードが通る形となっている。期間中、隣接する高槻センター街も祭り様の状態となるが、こちらは会場として指定されておらず、まつりにあわせて商店による夜店が設置される。

## 各種行事
パレード
チアリーディングや創作ダンスなど、あらかじめ選考された団体が、けやき大通りを北から南にかけて練り歩く。
踊りに途中参加することは出来ないが、一部パレード参加団体は観客に対し物を配るなどする場合もある。
高槻ウェーブ
メイン会場特設ステージで『高槻ウェーブ』に合わせて踊りを踊るものと、けやき大通りで踊るものが存在する。
子供から大人まで参加できるようになっているが、当日の直接参加は許可されない。
市民バザール
抽選で選ばれた者のみが出品できるが購入・入場は自由となっている。基本的に社会福祉団体などが中心となっており、フリーマーケットとしての側面は薄い。
各種催し物
太鼓や民謡、盆踊りなどメイン会場で執り行われる催し物は多岐にわたる。

## 参加方法
ボランティアスタッフ
公式ホームページ、もしくは本部に直接問い合わせ参加することが可能。ただし、参加資格は高槻市在住・通勤・通学している15歳以上の男女に限られる。
市民バザール
参加資格は20歳以上の市民か社会福祉・社会教育団体に限られ、一定の費用と抽選、説明会を受ける時間が必要となる。

## 高槻まつりで使われる楽曲
『高槻音頭』
作詞：芦田茂, 補作：サカタヒロシ, 作曲：はなぶさはじめ, 歌：三田義子
『高槻ウェーブ』
第30回（1999年）より使用
『未来への架け橋 -precious bridge of you-』
作詞：月陽＆高槻を愛する仲間たち, 作曲：浦野健, 歌：月夜（現:月陽）
第40回（2009年）より使用